# Dzielenie przez zero

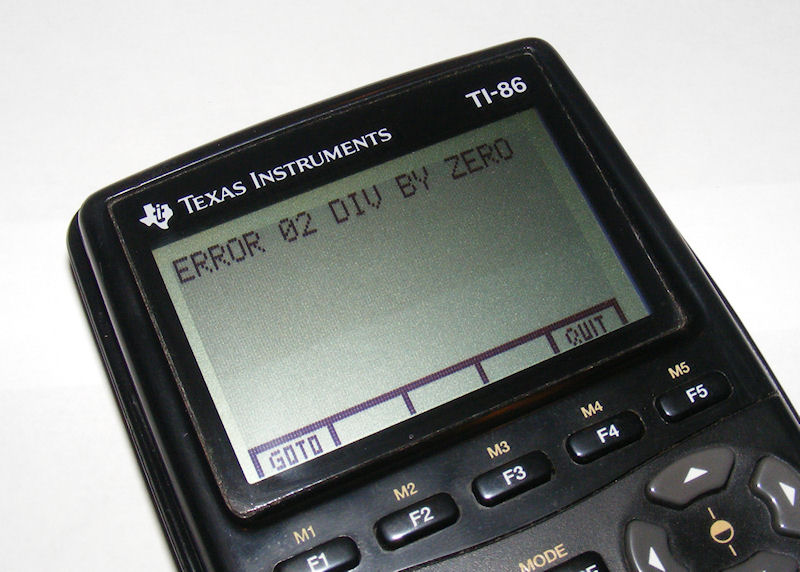
Błąd przy próbie dzielenia przez zero na kalkulatorze

Dzielenie przez zero – dzielenie, w którym dzielnik jest zerem; jako takie nie ma ono sensu liczbowego, przez co bywa źródłem błędów obliczeniowych, często ukrytych.
Prostym przykładem błędu wynikłego z dzielenia przez zero jest następujący: niech {\displaystyle a=1} i {\displaystyle b=1,} wówczas skoro {\displaystyle a=b,} to również {\displaystyle a^{2}=b^{2}} oraz {\displaystyle a^{2}-b^{2}=0,} a ze wzoru na różnicę kwadratów jest {\displaystyle (a-b)(a+b)=0.} Dzieląc stronami przez {\displaystyle a-b,} uzyskuje się
{\displaystyle {\frac {(a-b)(a+b)}{a-b}}={\frac {0}{a-b}},}
co jest równoważne {\displaystyle a+b=0,} a więc {\displaystyle 1+1=0,} skąd {\displaystyle 2=0.} Otrzymana sprzeczność wynika z zastosowania dzielenia przez {\displaystyle a-b=1-1=0.}

## Wyjaśnienie
W grupie abelowej {\displaystyle \mathbf {G} } z działaniem ‘{\displaystyle \cdot }’ każde równanie postaci
{\displaystyle a=b\cdot x}
ma dokładnie jedno rozwiązanie. Tym samym w grupie {\displaystyle \mathbf {G} } zdefiniowana jest funkcja, która każdej parze elementów {\displaystyle a,b\in \mathbf {G} } przypisuje dokładne jeden element oznaczany {\displaystyle {\tfrac {a}{b}}.} Jest to więc działanie odwrotne względem ‘{\displaystyle \cdot }’ nazywane dzieleniem (w terminologii addytywnej – odejmowaniem).
Jeśli grupa {\displaystyle \mathbf {G} } jest grupą multiplikatywną pewnego ciała {\displaystyle \mathbf {K} ,} to tym samym zdefiniowane jest dzielenie w zbiorze elementów niezerowych ciała {\displaystyle \mathbf {K} .}
Próba rozszerzenia dziedziny tego działania na wszystkie elementy ciała prowadzi do prób rozwiązania następujących równań:
- {\displaystyle 0=b\cdot x,\ \ b\neq 0}
Ma ono dokładnie jedno rozwiązanie {\displaystyle x=0.} Jeśli zamiast ciała mamy pierścień z dzielnikami zera i b jest takim niezerowym dzielnikiem zera, to rozwiązaniem tego równania jest pewien niezerowy dzielnik zera, czyli rozwiązań jest więcej niż jedno.
- {\displaystyle a=0\cdot x,\ \ a\neq 0}
Równanie to jest sprzeczne, bo w dowolnym ciele (ogólniej – w dowolnym pierścieniu) zachodzi {\displaystyle 0\cdot x=0} dla każdego {\displaystyle x\in \mathbf {K} .}
- {\displaystyle 0=0\cdot x}
Równanie to jest nieoznaczone, tzn. jest spełnione dla każdego elementu ciała (ogólniej – każdego elementu pierścienia).

W efekcie w każdym ciele jedynie wyrażenie postaci {\displaystyle {\tfrac {a}{b}}} dla {\displaystyle b\neq 0} ma dokładnie jedną, konkretną wartość, w szczególności {\displaystyle {\tfrac {0}{b}}=0} dla dowolnego {\displaystyle b\neq 0.} Dołączenie warunku {\displaystyle {\tfrac {0}{b}}=0,} {\displaystyle b\neq 0} do definicji dzielenia nie prowadzi jednak do rozciągnięcia definicji dzielenia na zerowe liczniki, bowiem dziedzina działania dwuargumentowego musi być identyczna dla każdego argumentu.
Natomiast wyrażeniu {\displaystyle {\tfrac {a}{0}},} {\displaystyle a\neq 0} nie można przypisać żadnej wartości, a wyrażeniu {\displaystyle {\tfrac {0}{0}}} odpowiadałaby dowolna wartość. I oba przypadki nie spełniają warunków definicji działania.
W testowaniu oprogramowania dzielenie przez zero może zostać wyłapane poprzez zgadywanie błędów.

## Oznaczenia
Choć symbol {\displaystyle {\tfrac {a}{0}}} dla dowolnego {\displaystyle a,} również dla zera, nie ma sensu, to oznaczenie to stosuje się w analizie matematycznej do oznaczania niewłaściwych granic ciągów czy granic funkcji. Jeśli {\displaystyle a\neq 0} jest dowolną liczbą, to symbol ten oznacza, że granicą ciągu bądź funkcji jest {\displaystyle \pm \infty } (w zależności od znaku tej liczby). Symbol {\displaystyle {\tfrac {0}{0}}} oznacza, że dana granica może mieć dowolną granicę właściwą bądź niewłaściwą, bądź może nie istnieć. W przypadku liczb rzeczywistych pomocne mogą się okazać inne kryteria zbieżności, np. twierdzenie Stolza w przypadku ciągów lub jego różniczkowy odpowiednik dla funkcji – reguła de l’Hospitala. Symbole te stosuje się również w kontekście liczb zespolonych, gdzie standardowo mają podobną interpretację.